# Nina Glans
Nina Maria Glans, född 6 maj 1957 i Jönköping är en svensk radiojournalist.
Nina Glans är sedan 2013 kanalansvarig för Sveriges Radio P1. Dessförinnan var hon områdeschef för Sveriges Radio i Västsverige och mellan 2006 och 2010 kanalchef för SR Göteborg och 2000–2006 redaktionschef på SR Jönköping. Nina Glans var tidigare också en av flera alternerande programledarna för Ring P1 och gör ibland inhopp i programmet. Hon har även arbetat inom dagspressen, bland annat som redaktionschef på Smålands Folkblad.
Hon är dotter till journalisten Sigurd Glans och Kerstin Glans (f. Paulsson).